# Nezha Bidouane
Nezha Bidouane (arabisch نزهة بدوان, DMG Nuzha Bidwān; * 18. September 1969 in Rabat) ist eine ehemalige marokkanische Leichtathletin, die seit Anfang der 1990er Jahre bis 2001 zu den weltbesten 400-Meter-Hürdenläuferinnen gehörte. Bei den Weltmeisterschaften 1997 in Athen gewann sie als erste Frau einen Leichtathletik-Weltmeistertitel für Marokko. 2001 wurde sie zum zweiten Mal Weltmeisterin.
Nezha Bidouanes erster internationaler Erfolg war der Sieg bei der Afrika-Meisterschaft 1990. Im Jahr 1991 nahm sie erstmals an  Leichtathletik-Weltmeisterschaften teil, wobei sie das Halbfinale erreichte (56,62 s). Auch bei den Olympischen Spielen 1992 kam sie bis ins Halbfinale (55,08 s).
Nach einer langen sportlichen Karriere mit weiteren Medaillenplätzen bei Weltmeisterschaften und den Olympischen Spielen lief sie am 6. Oktober 2004 in Algier ihr letztes Rennen, das sie gewann. Mit ihrer Bestzeit von 52,90 Sekunden, aufgestellt am 25. August 1999 bei den Weltmeisterschaften 1999, stand sie zum Saisonende 2007 auf Platz 9 der ewigen Weltbestenliste (siehe 400-Meter-Hürdenlauf).
Bidouane ist mit dem 3000-Meter-Hindernisläufer Abdelaziz Sahere (* 1967, Weltmeisterschafts-Sechster 1991) verheiratet. Bei einer Größe von 1,74 m hatte sie ein Wettkampfgewicht von 65 kg.